# Unie van Indochina
De Unie van Indochina, ook wel Frans-Indochina, werd gevormd op 17 oktober 1887. Deze unie bestond uit de Franse koloniën/protectoraten Tonkin, Annam, Cochin-China en Cambodja. In 1893 werd ook Laos aan de unie toegevoegd, evenals de concessie Kouang-Tchéou-Wan in 1898. Na de Tweede Wereldoorlog is de unie uiteengevallen, maar de afzonderlijke gebieden zijn tot aan hun onafhankelijkheid met Frankrijk verbonden geweest. In 1954, na de Eerste Indochina-oorlog, verlieten de Fransen de kolonie en werd het gezag over Vietnam overgedragen aan de regeringen van Noord-Vietnam en Zuid-Vietnam. Ook het koninkrijk Laos en koninkrijk Cambodja werden officieel onafhankelijk. Kouang-Tchéou-Wan werd in 1946 teruggegeven aan China.
Van 16 november 1887 tot 9 maart 1945 werd de Unie van Indochina bestuurd door gouverneurs, na de Japanse overheersing vertegenwoordigden hoge commissarissen het Franse gezag.

## Bestuurlijke indeling
De Unie van Indochina bestond uit:
- Annam
- Cambodja
- Cochin-China
- Kouang-Tchéou-Wan (van 1898 tot 1946)
- Laos (vanaf 1893)
- Tonkin

## Zie ook

Administratieve indeling van de Unie van Indochina. Kouang-Tchéou-Wan is niet weergegeven.